# إدي ماكميلان
إدي ماكميلان (بالإنجليزية: Eddie McMillan) هو لاعب كرة قدم أمريكية أمريكي، ولد في 25 نوفمبر 1951 في تامبا في الولايات المتحدة.

## وصلات خارجية
- إدي ماكميلان على موقع مرجع كرة القدم المحترفة.كوم (الإنجليزية)